# BA'AL
BA'AL war eine 2002 gegründete und 2012 aufgelöste, deutsche Death-Metal-Band.

## Geschichte
Der Name BA'AL ist nach Aussage der Band der Hauptfigur in Bertolt Brechts Roman Baal entnommen. Im Jahr 2003 unterzeichnete die Band bei Circulation Records einen Vertrag und veröffentlichte kurze Zeit später ihr erstes Album. Den Vertrieb übernahm Twilight. Nach dem Wechsel zu Maintain Records 2008 veröffentlichte die Band noch im selben Jahr ihr zweites Studioalbum. Waren die ersten Tonträger der Band noch stark vom Metalcore beeinflusst, entwickelte sich die Gruppe mit den Jahren in Richtung trashlastigen Death Metal und Metalcore weiter.

## Rezeption und Stil
Das erste Album wurde bei den Rezensenten überwiegend positiv aufgenommen. Im OX wurde bereits die erste EP als aus der Masse der Metalcorebands herausragend aufgenommen: BAAL haben sich dem „allseitsbeliebten“ (sic) Metalcore verschrieben, jedoch wesentlich effektiver als die ganzen anderen Kiddies, die eher mal auf schwedische Melodien bedacht sind anstelle ordentlich Arsch zu treten. The Lilith Complex wird im OX der Art beschrieben: Massig Energie wird verbrannt [...Bassist und Drummer] sorgen für eine voluminös groovende Grundlage, die Saitenfraktion [...] verfeinert mit rasiermesserscharfen Riffs. Volkmar Weber rezensierte für das Rock Hard: Hier wird nicht lange gefackelt, sondern ein Eisenbrecher nach dem anderen kommt über den Zuhörer. Man spürt förmlich, wie die Jungs ihre Zähne fletschen und alle Energie herauslassen. Der Metal Hammer kommentierte: Eine Scheibe, die für so manchen fulminanten Arschtritt sorgt [...] und ohne Wenn und Aber das Prädikat „Applaus“ verdient. Das Onlineportal New-Core beschrieb: Eine wirklich interessante Mischung mit Metal, Hardcore und auch Death-Metal-Einflüssen. Die Songs sind klasse arrangiert, mit viel Power und Drive.
Auch das zweite Album konnte überzeugen. Marianne Frenschkowski kommentierte für das Rock Hard: Der moderne Deathcore klingt nicht nach dem üblichen 08/15-Geballer, sondern wartet mit äußerst komplexen Strukturen auf.

## Diskografie
- 2003: The Babel Concept (EP, kein Label)
- 2004: The Lilith Complex (Circulation Records)
- 2008: Confusion of Tongues (Maintain Records)